# Frank Loomis

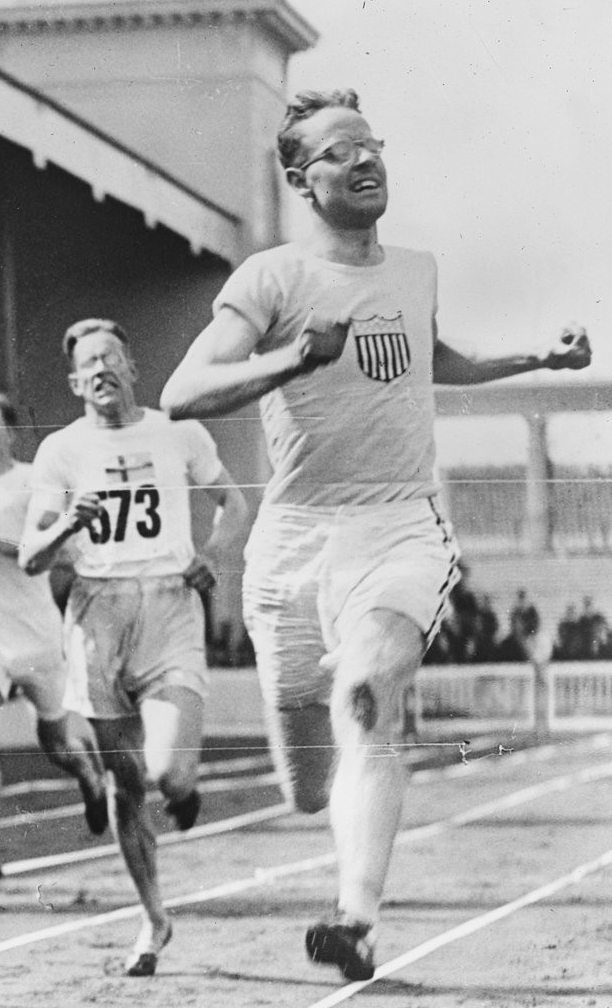
Frank Loomis kommt 1920 als Erster ins Ziel

Frank Farmer Loomis (* 22. August 1896 in Saint Paul, Minnesota; † 4. April 1971 in Tarpon Springs, Florida) war ein US-amerikanischer Leichtathlet und Olympiasieger.
Bei den Olympischen Spielen 1920 in Antwerpen gewann Frank Loomis den 400-Meter-Hürdenlauf. Mit seiner Siegeszeit von 54,0 Sekunden unterbot er den zwölf Jahre alten Weltrekord von Charles Bacon um eine Sekunde. Auch die hinter ihm platzierten John Norton, August Desch (beide USA) und der Franzose Géo André blieben unter dem alten Weltrekord.